# Kantenkugel

Kantenkugel im Triakisikosaeder: Deutlich treten die Kugelkappen auf den einzelnen Dreiecksflächen hervor. Die Inkreise sind zugleich Schnittflächen der Dreiecke mit der Kantenkugel.

Die Kantenkugel ist eine Kugel, die alle Kanten des gegebenen Polyeders berührt. In der Raumgeometrie ist sie neben der Inkugel die Entsprechung zum Inkreis eines Polygons in der ebenen Geometrie.
Der Mittelpunkt einer Kantenkugel muss von allen Kanten gleichen Abstand haben. Nur spezielle Polyeder haben eine Kantenkugel, darunter die fünf platonischen Körper, die archimedischen Körper, uniforme Prismen und uniforme Antiprismen.

## Kantenkugel eines Tetraeders
Während das regelmäßige Tetraeder neben Umkugel und Inkugel auch eine Kantenkugel besitzt, trifft das nicht für beliebige Tetraeder zu. Die Kantenkugel eines Tetraeders existiert genau dann, wenn eine der folgenden äquivalenten Bedingungen erfüllt ist:
- Die Inkreise der Seitendreiecke berühren sich paarweise.
- Es gibt vier Kugeln um die Ecken des Tetraeders, die sich paarweise berühren.
- Die Längensummen der drei Gegenkantenpaare sind gleich.